# Association for Computer Aided Design In Architecture
Association for Computer Aided Design In Architecture (ACADIA) é uma organização internacional em rede sem fins lucrativos, de pesquisadores e profissionais de design digital, ativa na área de desenho arquitetônico por computador.

## Declaração de missão
Iniciado em 1981, os objetivos da organização são registrados em seus estatutos:
 "A ACADIA foi formada com o objetivo de facilitar a comunicação e o intercâmbio de informações sobre o uso de computadores na arquitetura, planejamento e construção de ciência. Um foco particular é a educação e o software, hardware e pedagogia envolvidos na educação." 
 "A organização também está comprometida com a pesquisa e desenvolvimento de assistentes de informática que melhoram a criatividade do design, em vez de simplesmente produzir, e que visam contribuir para a construção de ambientes físicos humanos". 

## Associação
A associação é aberta a qualquer pessoa que se inscreva nos objetivos da organização, incluindo arquiteto, educadores e desenvolvedores de software, residente na América do Norte ou não. Um formulário e diretório de registro de associação on-line está disponível através da organização.
A organização é governada principalmente pelo Conselho de Administração eleito. A organização é liderada pelo presidente eleito, que preside reuniões do Conselho de Administração, mas não vota, exceto em caso de empate.